# 21.º distrito electoral de Chile
El vigésimo primer distrito electoral de Chile es uno de los veintiocho distritos electorales que conforman la República de Chile. Su territorio comprende la totalidad de la provincia de Biobío, provincia de Arauco y la comuna de Lota de la Provincia de Concepción. Fue creado en 2015 por medio de la ley 20.840, a partir de los antiguos distritos 46 y 47. Con una población que, según el censo del año 2017, alcanza los 604.942 habitantes, elige cinco de los ciento cincuenta y cinco parlamentarios que integran la Cámara de Diputados de Chile.

## Composición
| Código | Comuna | Comuna        | Población (2017) |
| ------ | ------ | ------------- | ---------------- |
| 08208  |        | Lota          | 43 535           |
| 08301  |        | Arauco        | 36 257           |
| 08302  |        | Curanilahue   | 32 288           |
| 08303  |        | Lebu          | 25 512           |
| 08304  |        | Los Álamos    | 21 035           |
| 08305  |        | Cañete        | 34 537           |
| 08306  |        | Contulmo      | 6031             |
| 08307  |        | Tirúa         | 10 417           |
| 08401  |        | Los Ángeles   | 202 331          |
| 08402  |        | Santa Bárbara | 13 773           |
| 08403  |        | Laja          | 22 389           |
| 08404  |        | Quilleco      | 9587             |
| 08405  |        | Nacimiento    | 26 315           |
| 08406  |        | Negrete       | 9737             |
| 08407  |        | Mulchén       | 29 627           |
| 08408  |        | Quilaco       | 3988             |
| 08409  |        | Yumbel        | 21 198           |
| 08410  |        | Cabrero       | 28 573           |
| 08411  |        | San Rosendo   | 3412             |
| 08412  |        | Tucapel       | 14 134           |
| 08413  |        | Antuco        | 4073             |
| 08414  |        | Alto Biobío   | 5923             |

## Representación
| 2 | 2 | 1 |

| 1 | 1 | 1 | 1 | 1 |

### Diputados
| Pactos y partidos políticos |
| --- |
| Chile Vamos La Fuerza de la Mayoría Convergencia Democrática Chile Podemos + Partido Republicano Partido Demócratas Partido de la Gente Apruebo Dignidad |

| Periodo | Diputado | Diputado               | Diputado | Diputado | Diputado                     | Diputado | Diputado | Diputado          | Diputado | Diputado             | Diputado                 | Diputado | Diputado               | Diputado                  | Diputado                        | Mandato                                 |
| ------- | -------- | ---------------------- | -------- | -------- | ---------------------------- | -------- | -------- | ----------------- | -------- | -------------------- | ------------------------ | -------- | ---------------------- | ------------------------- | ------------------------------- | --------------------------------------- |
| LV      |          | Iván Norambuena Farías |          |          | Cristóbal Urruticoechea Ríos |          |          | Joanna Pérez Olea |          |                      | José Pérez Arriagada     |          |                        | Manuel Monsalve Benavides |                                 | 11 de marzo de 2018-11 de marzo de 2022 |
| LVI     |          | Flor Weisse Novoa      |          |          | Cristóbal Urruticoechea Ríos |          |          | Joanna Pérez Olea |          | Karen Medina Vásquez | Logo_Partido_de_la_Gente |          | Clara Sagardia Cabezas |                           | 11 de marzo de 2022-En el cargo |                                         |